# Big Yellow Group
El Big Yellow Group ubicada en Bagshot, Surrey basada en una compañía de auto-almacenamiento en Londres y en el Sudeste de Inglaterra. La Compañía ocupa el tercer puesto dentro de las más grandes compañías de auto-almacenamiento en RU y forma parte del FTSE 250 Index y cotiza en la Bolsa de Londres.

## Historia
Fundada en 1998 por Nicholas Vetch, Philip Burks y James Gibson, la empresa cuenta con 55 lugares de almacenamiento en el Reino Unido. Philip Burks se desempeñó como el director general de la compañía de 1998 al 2007.
En 2007, la empresa se convirtió en una sociedad de inversión inmobiliaria y ese mismo año entró en una alianza con los fondos gestionados por Pramerica Real Estates Investors para desarrollar otras 25 tiendas en Midlands, el Norte de Inglaterra y Escocia.
Big Yellow apoya el sector caritativo y tiene una fundación caritativa relacionada, la Fundación Big Yellow.
En 2003, Graham Coutts agredió sexualmente y asesinó a Jane Longhurst. Al principio guardó el cadáver en su piso de Hove, pero luego lo trasladó a una unidad de almacenamiento de Big Yellow, en Brighton. La unidad C50 se precintó de forma permanente en señal de respeto a Jane Longhurst.